# Doleromorpha porphyria
Doleromorpha porphyria är en fjärilsart som beskrevs av Braun 1930. Doleromorpha porphyria ingår i släktet Doleromorpha och familjen äkta malar. Inga underarter finns listade i Catalogue of Life.